# Baga (Kalfou)
Pour les articles homonymes, voir Baga.
Baga est une localité du Cameroun située dans la commune de Kalfou, le département du Mayo-Danay et la Région de l'Extrême-Nord, à proximité de la frontière avec le Tchad.

## Population
En 1967, la localité comptait 218 habitants, principalement des Peuls et des Massa.
Lors du recensement de 2005, on y a dénombré 1 571 habitants.
Une étude de terrain de 2011 évalue la population à 660 personnes.